# توزیع رادماکر
در تئوری احتمالات و آمار، "توزیع رادماکر" (که به نام هانس رادماکر نامگذاری شده‌است) یک توزیع احتمال گسسته‌است که در آن متغیر تصادفی "X" دارای ۵۰٪ احتمال +۱ و ۵۰٪ احتمال -۱ بودن را دارد.
1. ↑  Hitczenko, P.; Kwapień, S. (1994). "On the Rademacher series". Probability in Banach Spaces. Progress in probability. Vol. 35. pp. 31–36. doi:10.1007/978-1-4612-0253-0_2. ISBN 978-1-4612-6682-2.